# Championnats panaméricains de karaté 2014
 (signalé en août 2025).
Si vous disposez d'ouvrages ou d'articles de référence ou si vous connaissez des sites web de qualité traitant du thème abordé ici, merci de compléter l'article en donnant les références utiles à sa vérifiabilité et en les liant à la section « Notes et références ».
- Archive Wikiwix
- Bing
- Cairn
- DuckDuckGo
- E. Universalis
- Gallica
- Google
- G. Books
- G. News
- G. Scholar
- Persée
- Qwant
- (zh) Baidu
- (ru) Yandex
- (wd) trouver des œuvres sur Wikidata

Navigation
Édition précédente Édition suivante
Les championnats panaméricains de karaté 2014 ont eu lieu du 26 mai au 1er juin 2014 à Lima, au Pérou. Il s'agit de la vingt-huitième édition des championnats  panaméricains de karaté organisés chaque année par la Fédération panaméricaine de karaté.